# Attila Czene
Attila Czene (ur. 20 czerwca 1974 w Segedynie) – węgierski pływak. Dwukrotny medalista olimpijski.
Największe sukcesy odnosił w stylu zmiennym. Brał udział w trzech igrzyskach (IO 92, IO 96IO 00), na dwóch olimpiadach zdobywał medale. Jego koronnym dystansem było 200 metrów stylem zmiennym, w 1992 ywalczył na nim brązowy medal olimpijski, cztery lata później triumfował. Był medalistą mistrzostw Europy i świata (brąz w sztafecie w 1998).